# Daimler-Motoren-Gesellschaft
Daimler-Motoren-Gesellschaft (произносится «Да́ймлер-Мото́рен-Гезе́лльшафт») или сокращённо DMG — ныне несуществующий немецкий производитель автомобилей и двигателей, одна из первых автомобилестроительных компаний мира. Основана инженером-конструктором Готтлибом Даймлером и Вильгельмом Майбахом в 1890 году. Изначально штаб-квартира расположилась в городе Каннштатте, Вюртемберг, однако после смерти Готлиба в 1900 году и пожара на основном заводе 1903 года она переместилась в Штутгарт.
Первоначально компания выпускала только бензиновые двигатели, но после успеха небольшого числа гоночных автомобилей, построенных Вильгельмом Майбахом для Эмиля Еллинека, предприятие начало производить знаменитые автомобили под торговой маркой «Mercedes». После производство было расширено и автомобили стали основным продуктом компании.
После Первой мировой войны в результате экономического кризиса, спада продаж и иных неблагоприятных факторов предприятие испытывало трудности. Для поддержания производства было принято решение об объединении с конкурентом. В 1926 году в результате слияния с Benz & Cie. компания Готлиба Даймлера была реформирована в концерн Daimler-Benz (ныне Daimler AG), наладивший выпуск автомобилей под торговой маркой Mercedes-Benz.

## История

### Основание

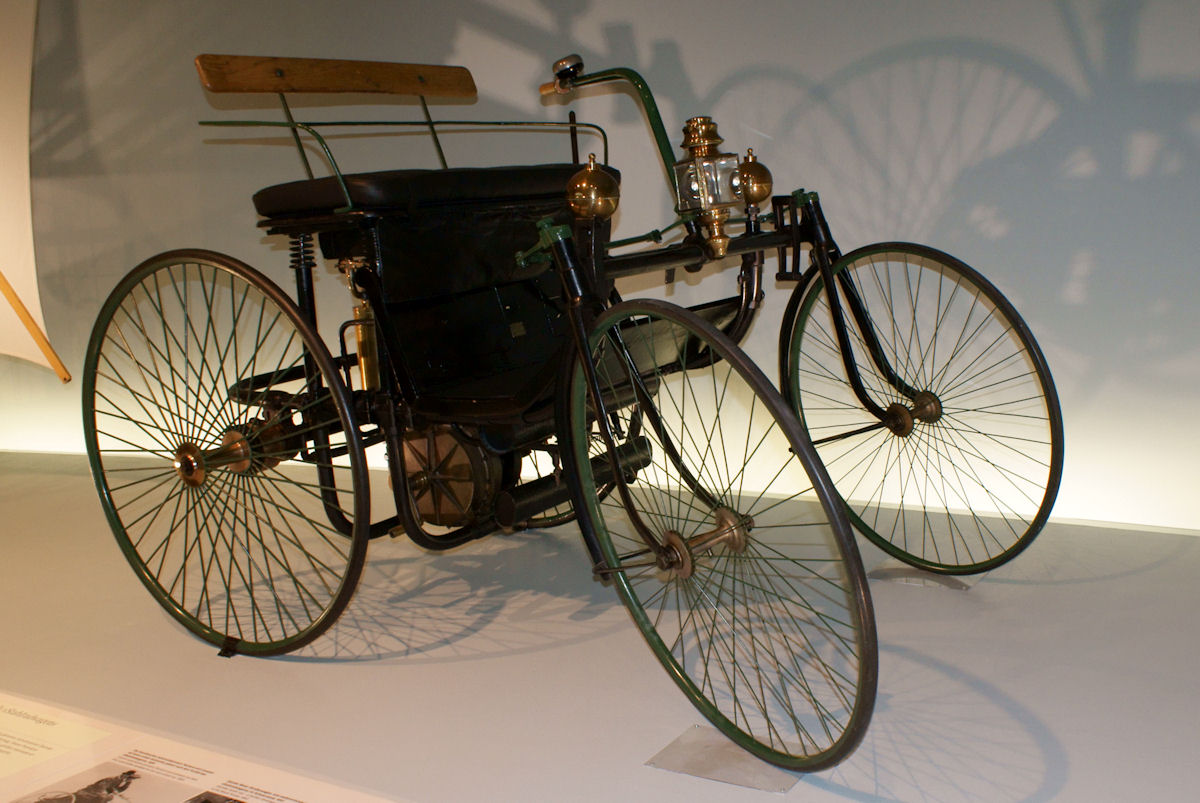
Daimler Stahlradwagen производства фирмы DMG

В декабре 1883 года Готлиб Даймлер, талантливый немецкий инженер, защитил собственный «газовый двигатель с зажиганием от горячей трубки» патентом DRP No. 28022. Также он получил патент DRP No. 28243 на систему «регулирования скорости двигателя с помощью выпускного клапана». Эти два патента послужили основой для первого быстроходного двигателя внутреннего сгорания. 29 августа 1885 года Готлиб зарегистрировал Daimler Reitwagen («верховая повозка») с «газовым или бензиновым двигателем», получив патент DRP No. 36423. В 1887 году конструктор выкупил земли с фабричными зданиями фирмы Vernicklungsanstalt Zeitler & Missel по адресу Людвигштрассе 67, Каннштатт, где наладил производственные мощности для своих работ. В 1889 году Готлиб представил новый двухцилиндровый V-образный двигатель, развивающий мощность в 1,5 л. с., который установил на экспериментальный стальной автомобиль Daimler Stahlradwagen. Через год, весной 1890 года, Вильгельм Майбах сконструировал первый 4-цилиндровый, четырёхтактный двигатель. Автомобиль, оснащённый данным силовым агрегатом, развивал мощность в 5 л. с. при 620 оборотах в минуту.
28 ноября 1890 года Готлиб Даймлер совместно со своими партнёрами, Вильгельмом Майбахом и Максом Дуттенхофером (нем. Max Duttenhofer), основали компанию «Даймлер-Моторен-Гезелльшафт» в районе Бад-Канштат (Штутгарт), решив выпускать четырёхколёсный автомобиль, созданный ими четырьмя годами ранее. В 1896 году компания Daimler-Motoren-Gesellschaft доставила  клиентам первый в мире грузовик с двухцилиндровым двигателем, мощностью 4 л. с., и первое в мире моторизованное такси - Daimler Lastwagen и Daimler Riemenwagen соответственно. Через два года летом DMG представила модель «Daimler Phönix» — один из первых автомобилей с двигателем в передней части.
В марте 1900 года Готлиб Даймлер скончался, однако его предприятие продолжило функционировать. В том же году было куплено новое здание площадью в 185 000 м2 для нового завода по производству двигателей в Унтертюркхайме.
После ряда не очень удачных попыток, которые всё же нашли своих восторженных покупателей, конструктору В. Майбаху в 1901 году удалось создать успешный образец — Mercedes 35 PS. По настоянию консула Австро-Венгерской империи в Ницце и по совместительству главы представительства «Даймлер» во Франции Эмиля Еллинека новый автомобиль назван в честь Девы Марии Милосердной (фр. Maria de las Mercedes, от латинского «merces» — «дары»), в честь которой также названы все его дети, в числе которых небезызвестная дочь консула Мерседес, и имущество (яхты, дома, отель и казино).

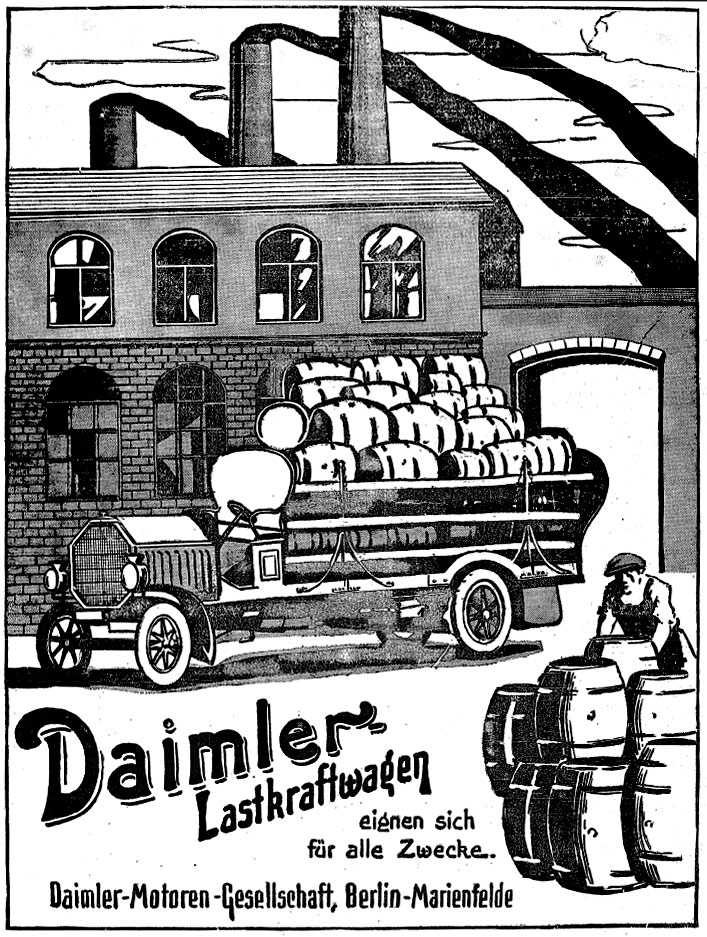
Реклама грузовиков компании DMG, 1913 год

Первый «Мерседес-35PS» обладал четырёхцилиндровым двигателем рабочим объёмом 5913 см3, классическим расположением основных агрегатов и стильной (по тем временам) внешностью. Через год свет увидел более совершенную конструкцию под названием «Мерседес-Симплекс». Кроме того, расширился модельный ряд. Самые известные представители этой серии именовались как «Mercedes-40/45PS» и «Mercedes-65PS», и оснащались двигателями рабочим объёмом в 6785 см3 и 9235 см3 соответственно, позволявшие развивать скорость до 90 км/ч.
2 октября 1902 года компания открыла новые вакансии в горном районе к югу от Берлина. В этом месте первоначально выпускались моторные лодки и судовые двигатели. Однако позже производство было расширено автомобилями (1905) и пожарными машинами (1907). Регион стал центром автомобильной промышленности.

### Пожар на заводе (1903)
Ночью 10 июня 1903 года крупный пожар в мастерских города Каннштатта уничтожил производственные мощности, исторический музей и 93 готовых автомобиля марки «Mercedes» (четверть годового объёма продукции). В качестве временной меры по восстановлению производства в декабре 1904 года основные мощности были переброшены на завод в Унтертюркхайме. Тем не менее, уже в следующем году данная фабрика стала основной для фирмы.
Вынужденные переселиться рабочие получали дополнительную зарплату и пропитание. Соседние предприятия предоставили мастерские, позволяя продолжить производство. Предприятие создало Фонд помощи (одна из первых схем страхования работников) и с того момента начала сооружать разделительные блоки во всех своих заводах. Последний агрегат, произведённый на заводе в Штутгарте, был выпущен в первые недели 1905 года.
В 1907 году компания представила первый пассажирский автомобиль с полным приводом для повседневного использования.

### Первая мировая война
До Первой мировой войны компания «Даймлер-Моторен-Гезелльшафт» успела выпустить широкий модельный ряд собственных автомобилей с различными двигателями (от 1568 см3 до 9575 см3), рассчитанных на широкий круг потребителей, включавший роскошные, практически бесшумные автомобили, оснащённые двигателями с бесклапанным газораспределением, произведённые по патенту американского изобретателя Чарльза Найта (Mercedes-Knight). Для того, чтобы удовлетворить огромный спрос военных на транспортные средства, летательные аппараты и авиационные двигатели, в 1914 году было принято решение о строительстве дополнительного завода в Зиндельфингене, который был введён в эксплуатацию осенью 1915 года.
После войны в связи с подписанием Версальского договора компания была вынуждена выпускать только автомобильные кузова.

### Послевоенный период

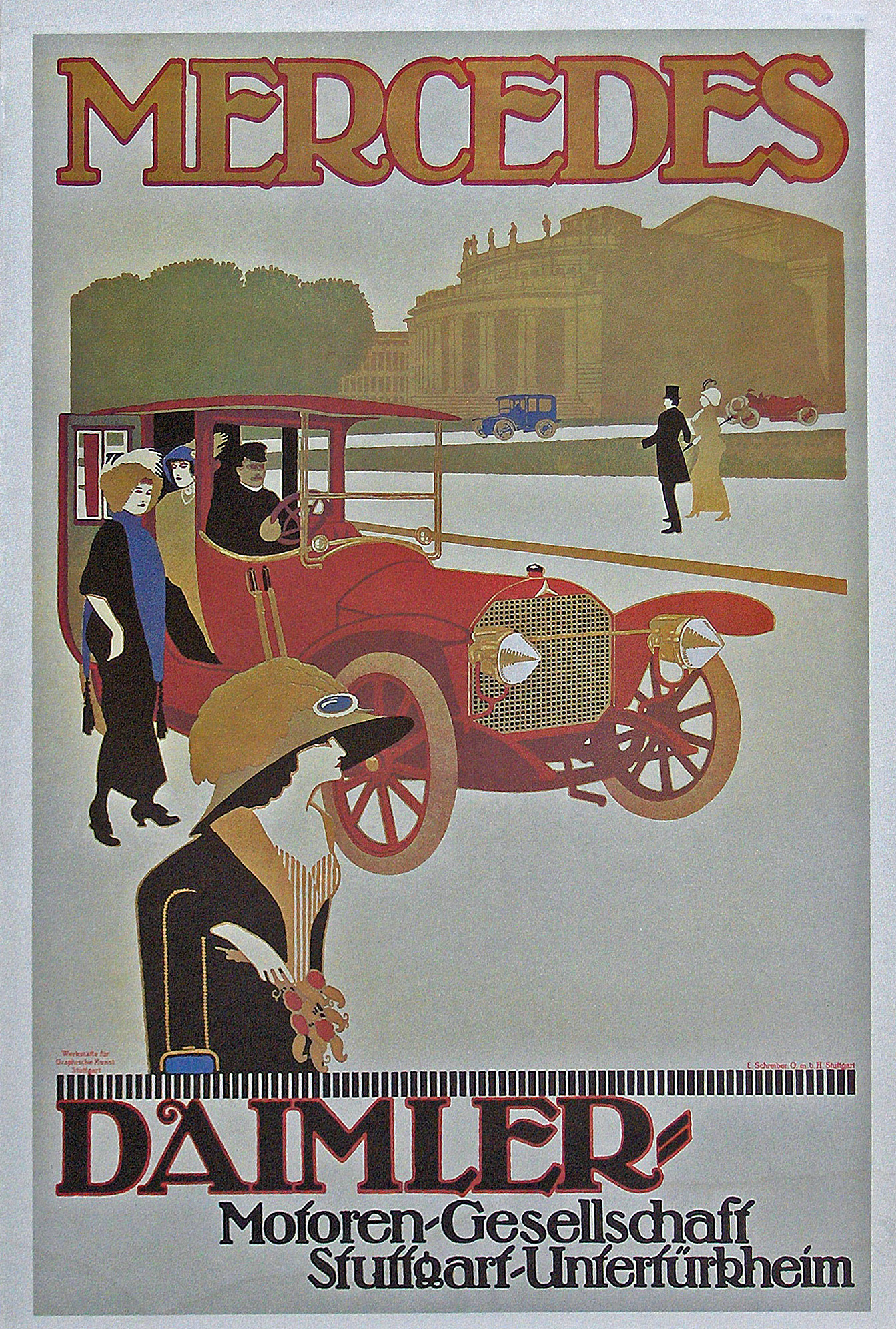
Постер DMG с рекламой автомобиля Mercedes Double Phaeton, 1908 год

Сразу же после войны Пауль Даймлер, старший сын Готлиба Даймлера, начал проводить эксперименты с компрессором, позволяющим в полтора раза повысить мощность двигателя. Занявший должность главного инженера в 1923 году Фердинанд Порше довёл эксперименты до логического завершения, создав в 1924 году один из самых выдающихся автомобилей мира — «Mercedes-24/100/140PS» с новым шасси и шестицилиндровым компрессорным двигателем рабочим объёмом 6240 см3, развивающим мощность в 100—140 лошадиных сил.

### Слияние
В послевоенное время автомобильная промышленность Германии переживала серьёзные проблемы. Для решения финансовых проблем компания Benz & Cie. предложила DMG объединиться ещё в 1919 году, однако компания Даймлера официально отклонила предложение в декабре того же года. В 1922 году штаб-квартира компании была перенесена из Унтертюркхайма в Берлин. Инфляция 1923 года, экономический кризис и спад экономики побудили DMG выпустить собственные акции на биржу. Для того, чтобы сохранить фирму на плаву, необходимо было принимать решение о реорганизации предприятия. В результате было решено объединятся с одной из крупнейших автомобилестроительных фирм — Benz & Cie. Начало слиянию было положено 1 мая 1924 года достижением между фирмами соглашения об обоюдных интересах. От лица Benz & Cie. выступал генеральный директор Вильгельм Киссель. Началось приведение к общему знаменателю финансовой отчётности, технической документации, ознакомление с методами работы друг друга. В том же 1924 году рекламные художники получили заказы на создание тематических плакатов и разработку нового фирменного стиля.
28 июня 1926 года фирма «Бенц и компания» объединилась с «Даймлер-Моторен-Гезелльшафт», образовав новый концерн Daimler-Benz со штаб квартирой в городе Штутгарт, который смог эффективно использовать опыт и знания конструкторов обеих компаний. Автомобили нового предприятия было решено назвать «Mercedes-Benz», в честь самой важной модели автомобиля компании DMG и фамилии уважаемого немецкого пионера в области автомобилестроения и одновременно основателя Benz & Cie. — Карла Бенца.

## Иностранные лицензии
Компания Готлиба Даймлера продавала лицензии на автомобильные двигатели во всём мире, включая такие страны, как Франция, Австрия, Великобритания и США. Первая продажа автомобиля на экспорт состоялась в августе 1892 года (его регистрация до сих пор сохраняется) султану Марокко. Первый грузовик, способный перевезти 1,5 тонны груза, был продан в Лондоне компании British Motor Syndicate, Ltd 1 октября 1896 года. Это была модификация автомобиля «Phönix» с двигателем, выдающим мощность в 4 л.с. (3 кВт) при 700 оборотах в минуту.
В 1897 году было налажено производство легковых коммерческих автомобилей Daimler Lastwagen. В то время они были очень успешными в Великобритании. На первом автосалоне в Париже (1898 год) был представлен 5-тонный грузовик с двигателем, установленным в передней части автомобиля.

### Австрия

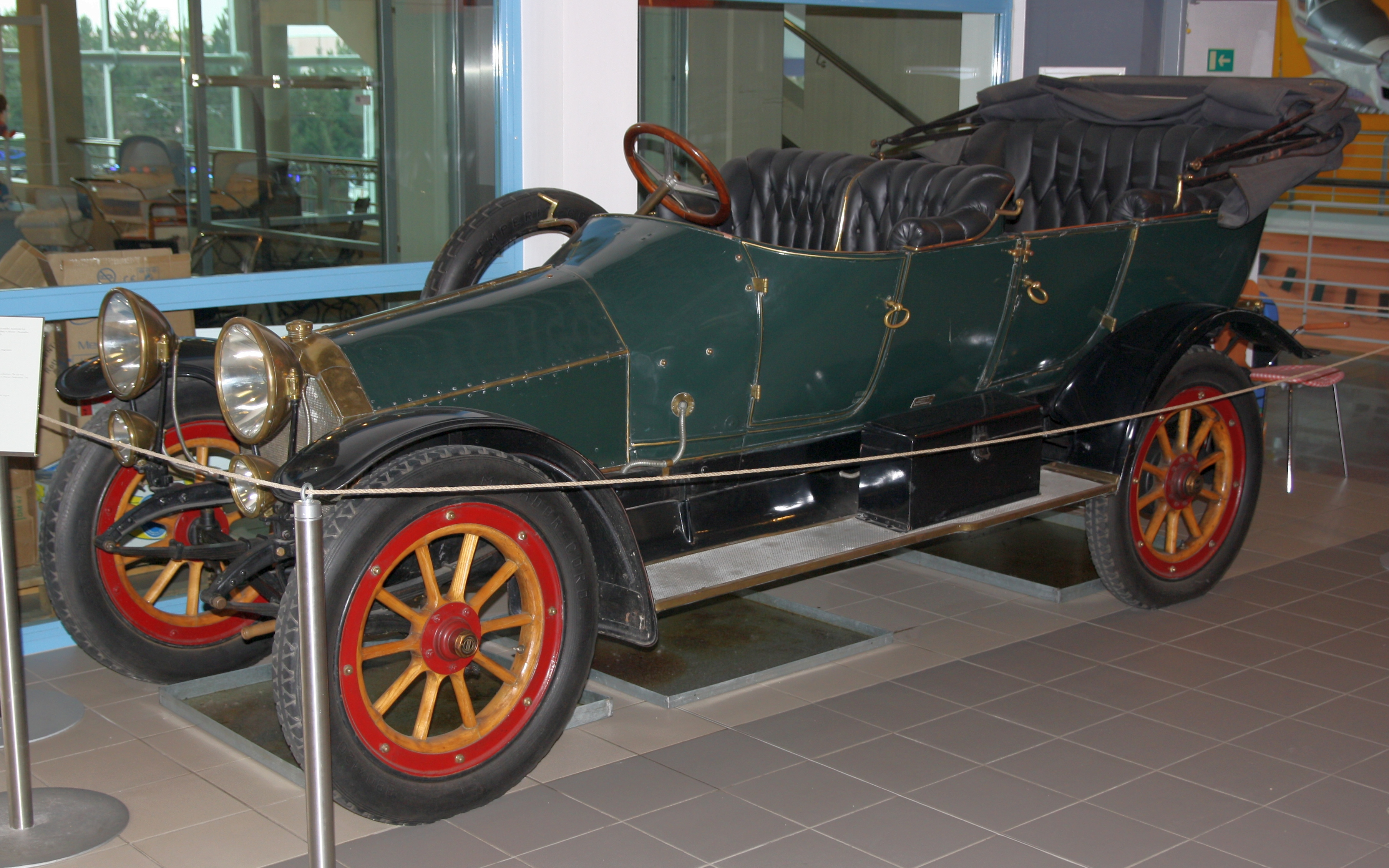
Модель Austro-Daimler 20PS, 1910 год

В 1899 году начало свою работу австрийское подразделение компании Daimler, специализацией которого должно было быть производство и продажа грузовиков — «Austro-Daimler». Но технический директор подразделения, сын основателя концерна, принял решение производить и выпускать также легковой автомобиль. В 1934 году прекратилось производство всех легковых гражданских автомобилей, поскольку концерн не мог предоставить потребителям недорогую модель. Компания просуществовала вплоть до 2 октября 1934 года, пережив объединение двух автомобильных производителей. Впоследствии производственная территория была выкуплена концерном Daimler-Benz.

### Великобритания
В 1890 году уроженец Гамбурга по имени Фредерик Симмс, инженер-консультант и хороший друг Готлиба Даймлера, вернулся в Великобританию, где наладил продажи двигателя Phönix, получив на это право и патенты от компании. В 1893 году Симмс сформировал собственное предприятие под названием Daimler Motor Company.

### Франция
Предприниматель Эдуар Саразин вёл переговоры о лицензировании двигателей Даймлера во Франции. После его смерти его жене удалось достичь соглашения. Она помогла Эмилю Левассору и Рене Пангарде продать первые двигатели в 1887 году. Арман Пежо, один из их клиентов, наладил выпуск транспортных средств с двигателями Пангарде и Левассора после приобретения лицензии от них. К 1892 году он основал компанию, которая называлась Les Fils de Peugeot Frères и выпускала автомобили с двигателями Даймлера.

### США
В 1888 году Готлиб Даймлер установил сотрудничество с производителем фортепьяно немецкого происхождения Уильямом Стейнвеем и его фирмой Steinway & Sons из Астории, Квинс (позднее Нью-Йорк), с целью производить стационарные и судовые двигатели, а позднее в 1892 году и для выпуска автомобилей по немецкому проекту. Двигатели и транспортные средства выпускались на заводе в Райкерс, который используется для производства фортепиано и в настоящее время. Данный бизнес был продан после того, как Уильям Стейнвей умер в 1896 году.

## Авиапромышленность

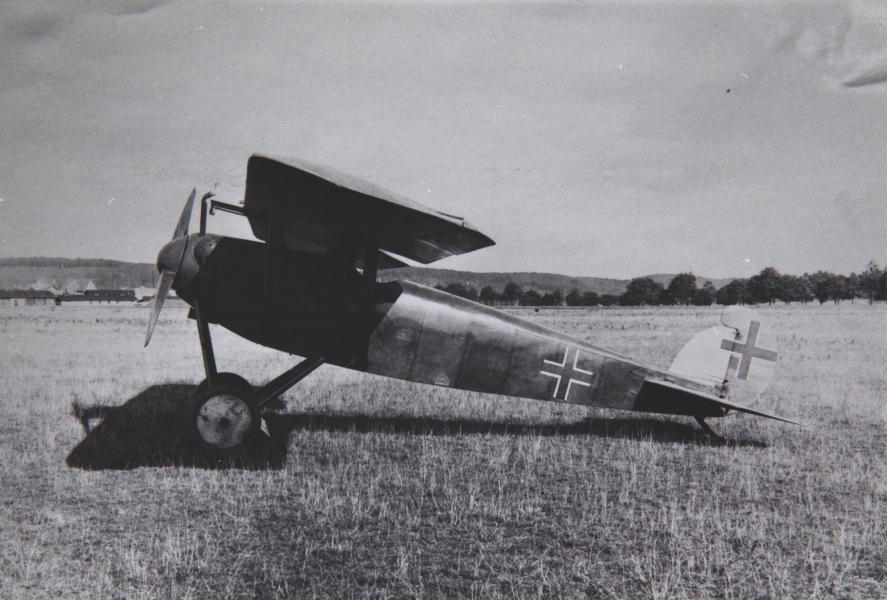
Модель Daimler L11

Предприятие Готлиба Даймлера сконструировало двигатель для первого дирижабля, работающего на бензине, в 1888 году. С 1899 по 1907 года фирма DMG выпускала двигатели, разработанные Майбахом, для Цеппелинов. Однако Вильгельм Майбах покинул компанию в 1909 году и вместе со своим сыном, Карлом Майбахом, основал собственное предприятие Maybach в Вюртемберге, которое занялось производством и поставкой авиационных двигателей.
С 1915 года во время Первой мировой войны завод в Зиндельфингене выпускал большое количество крылатых летательных аппаратов и авиационных двигателей. Производство было запрещено после разрешения военного конфликта и подписания Версальского договора.
В 1920-х годах компания представила два самолёта, оснащённых авиадвигателем Mercedes F7502, который разработал Фердинанд Порше.

### Летательные аппараты
Фирма Daimler-Motoren-Gesellschaft выпустила следующие модели летательных аппаратов:
- Daimler G.I (1915 год)[10]
- Daimler D.I (1918 год)
- Daimler L11 (1918 год)
- Daimler L14 (1919 год)
- Daimler L15 (1919 год)
- Daimler L20 (1924 год)
- Daimler L21 (1925 год)

## Судостроение

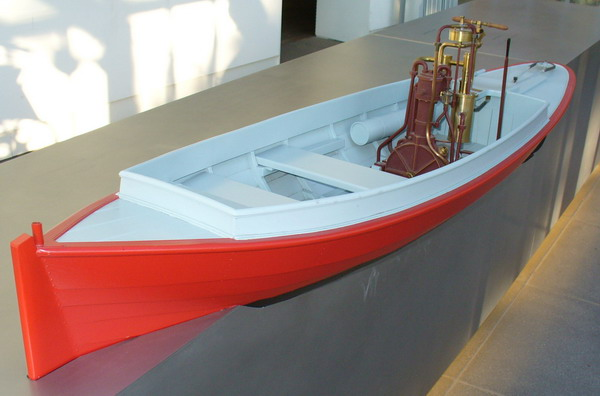
Модель моторной лодки Neckar, Штутгарт

Производство моторных лодок Готлиб Даймлер и Вильгельм Майбах начали рано — в 1886 году. Первым экземпляром стала модель Neckar, названная в честь реки Неккар, на которой её впервые протестировали. Длина первой в мире моторной лодки с бензиновым силовым агрегатом составляла 4,5 метра, а скорость 11 км/ч (6 узлов). Это судно стало первым коммерческим успехом компании DMG, решавшее проблемы плохого состояния дорог Германии того времени. После формирования публичной компании производство моторных лодок стало одним из главных интересов новых финансистов в 1902 году. Выпуск был налажен в здании завода Берлин-Мариенфельде.